# Neomitranthes obscura
Neomitranthes obscura är en myrtenväxtart som först beskrevs av Dc., och fick sitt nu gällande namn av Nelson Jorge E. Silveira. Neomitranthes obscura ingår i släktet Neomitranthes och familjen myrtenväxter. Inga underarter finns listade i Catalogue of Life.